# Diospyros
Diospyros este un gen de plante din familia Ebenaceae. Specia Diospyros kaki rodește fructul kaki.

## Etimologie
Diospyros provine din cuvintele grecești „dios” (διός) și „pyros” (πυρος), cu sensul de „fruct divin”.

## Specii
- Diospyros kaki, cea mai cultivată specie, este originară din China; fructul are un conținut ridicat de taninuri.
- Diospyros digyna, originar din Mexic.
- Diospyros discolor, originar din Filipine.
- Diospyros lotus, originar din sud-vestul Asiei și sud-estul Europei.
- Diospyros virginiana, originar din America de Nord.